# Alfa Tofft
Alfa Tofft (født 11. januar 1911 i København, død 29. juli 2004 i Aarhus) var en dansk badminton-pioner, medstifter af Red Barnet og rektor.

## Historie
Alfa Tofft blev født og opvokset i København sammen med tvillingesøsteren Beta. Da de var tre år gamle, rejste moderen Elna Bergmann til USA for at arbejde som sangerinde. Hun vendte dog aldrig tilbage til Danmark, og de to søstre voksede op hos faderen Alfred, som var komponist, og blandt andet havde skrevet melodien til "Ole sad på en knold og sang", ligesom han havde job hos Berlingske Tidende som kulturanmelder.
Efter at Alfa Tofft havde studeret sprog og spillet badminton på universitetet i Montreal siden hun var 21 år, vendte hun hjem til Danmark, og bosatte sig i Aarhus. Her stiftede hun i 1935 Aarhus Badmintonklub, som dermed blev den første rene badmintonklub i Jylland. Tofft brugte samme år en arv på at opføre Aarhus Badmintonhal på Dyrehavevej med C.F. Møller som arkitekt.
I 1945 var hun med til at stifte Red Barnet i Danmark, og var leder af den lokale afdeling i Aarhus. Fra 1949 til 1951 blev hun uddannet børnehavelærerinde, da Red Barnet ønskede at hun skulle lede én af deres børnehaver. I 1954 blev hun ansat som lærerinde i faget børnehavelære på Jydsk Børnehave-Seminarium, hvor hun selv var blevet uddannet. Tre år senere blev hun skolens praktikforstander, og i 1965 blev hun rektor for hele skolen. Her var hun med til at indføre børnehavepædagog som ny uddannelse. Tofft var rektor indtil 1974.

## Hædersbevisninger
- Médaille de la Reconnaissance (1948)
- Stella della Solidaretá de Italiana (1951)
- Æresmedlem af Red Barnet (1991)
- Æresmedlem af Aarhus Badmintonklub (1995)